# Musik am 13.

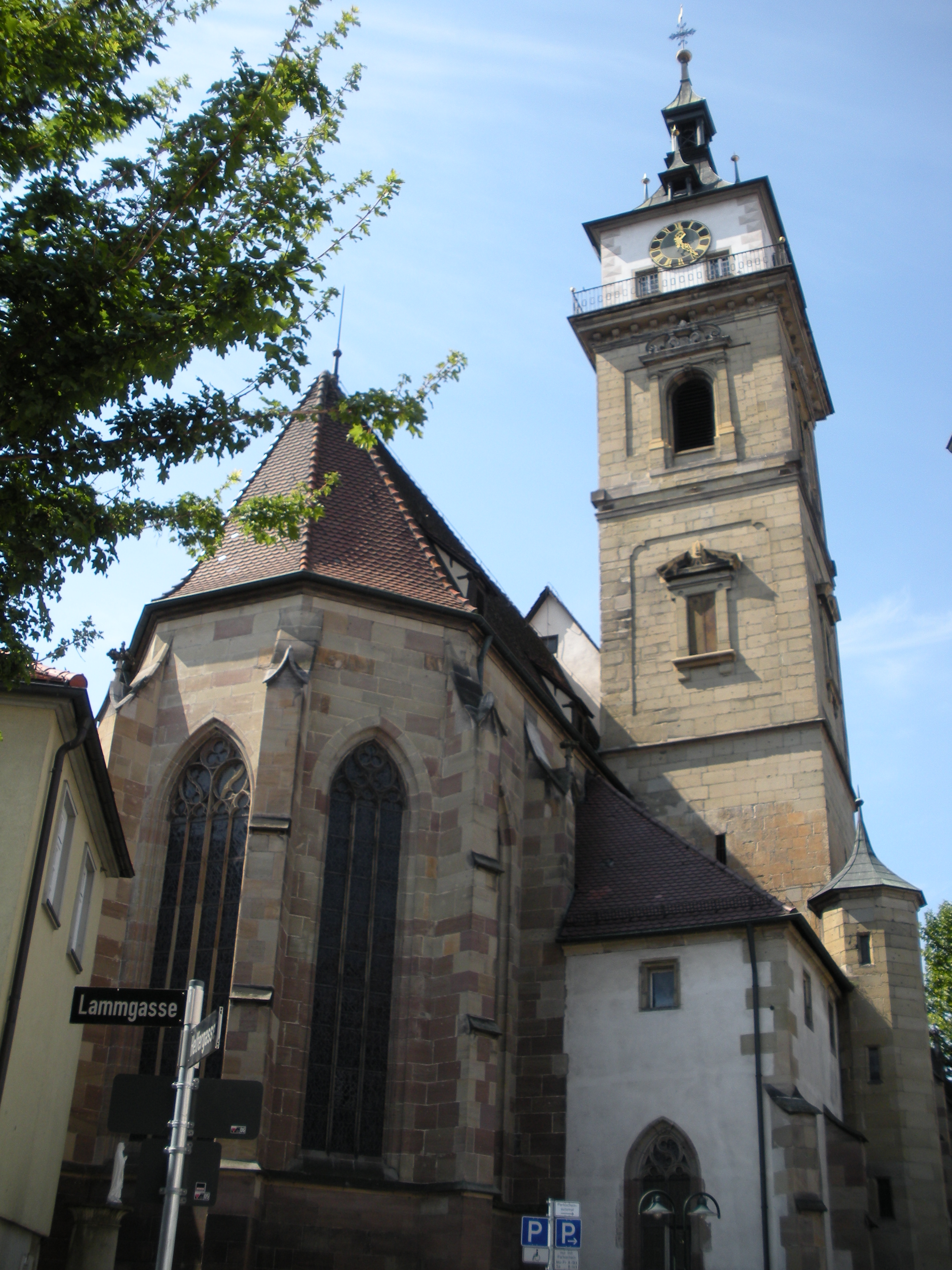
Stadtkirche Bad Cannstatt

MUSIK AM 13. ist eine Konzertreihe für Kirchenmusik in Stuttgart, deren Konzerte – mit Ausnahme der Sonderkonzerte – jeweils am 13. eines Monats stattfinden. Sie wurde im Jahr 1990 von Thomas Schäfer gegründet, seit 1996 wird sie vom heutigen künstlerischen Leiter Jörg-Hannes Hahn verantwortet. Die Konzertreihe wurde zu einem Podium für innovative Kirchenmusik, das landesweit Beachtung findet. Aufführungsorte der MUSIK AM 13. sind die Evangelische Stadtkirche Stuttgart Bad Cannstatt, die einzige original erhaltene spätgotische Hallenkirche in Stuttgart, sowie die Lutherkirche Stuttgart Bad Cannstatt.

## Programm
Neben selten gespielten Werken der alten Musik liegt ein deutlicher Schwerpunkt auf der geistlichen Musik des 20. und 21. Jahrhunderts. Regelmäßig werden Gesamtdarstellungen aufgeführt, so beispielsweise sämtliche Orgelwerke von J. S. Bach und von O. Messiaen, außerdem wurden bei MUSIK AM 13. alle großen Orgelwerke von Max Reger zyklisch aufgeführt. Aber auch weniger umfangreiche Werkzyklen, z. B. das Orgelwerk von J. U. Steigleder und W. Jacob, die Chormusiksammlungen „Israelsbrünnlein“ von J. H. Schein oder der „Schwanengesang“ und die „Geistliche Chormusik“ von Heinrich Schütz wurden hier musiziert.

## Komponistenporträts

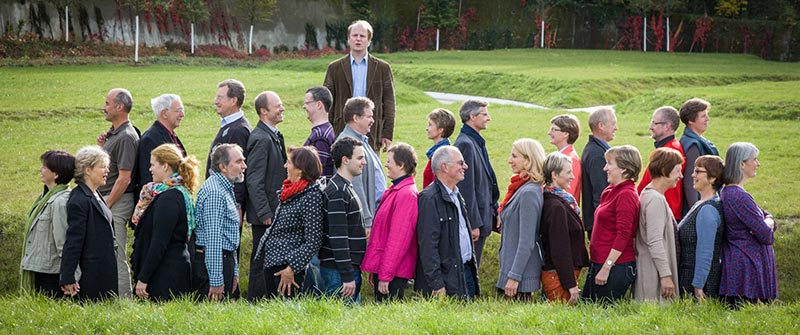
Cantus Stuttgart

Seit 2003 wird jährlich eines der Konzerte einem zeitgenössischen Komponisten gewidmet. Zu Gast waren bisher Adriana Hölszky, Dieter Schnebel, Hans Zender, Klaus Huber, Wolfgang Rihm, Helmut Lachenmann, Heinz Holliger, Younghi Pagh-Paan, Krzysztof Penderecki, Sofia Gubaidulina und Martin Smolka. In den „Komponistenportraits“ wird ein repräsentativer Querschnitt des kompositorischen Schaffens dargestellt, zum Teil auch als Uraufführung. Im Gespräch beleuchtet der Komponist zusammen mit seinen Gesprächspartnern Ewald Liska und Jörg-Hannes Hahn Schwerpunkte seines Wirkens.

## Orgelzyklus
Nach der grundlegenden Orgelrenovierung rief Hahn im Jahr 2005 den Stuttgarter Orgelzyklus „Sommer! – 8× Orgel“ ins Leben, der in den Sommerferien stattfindet. In diesem lädt der musikalische Hausherr Organisten aus dem In- und Ausland zu einem Recital in die Stadtkirche Stuttgart Bad Cannstatt ein. Jährlich steht ein Werkzyklus auf dem Programm, zuletzt waren die Orgelsonaten von Felix Mendelssohn Bartholdy, die Choralfantasien und die großen freien Orgelwerke Max Regers sowie die Orgelsinfonien von Louis Vierne zu hören. Im Jahr 2013 erklangen Bearbeitungen von Richard Wagner für Orgel.

## Ensembles der Konzertreihe
Neben eingeladenen Solisten und Ensembles treten in der MUSIK AM 13. der Bachchor Stuttgart und das Bachorchester Stuttgart auf. Diese gelten zusammen mit dem Kammerchor Cantus Stuttgart als wichtige musikalische Säulen in der Landeshauptstadt Stuttgart.

## Freier Eintritt
Als Besonderheit im Stuttgarter Musikleben ist der Eintritt zur Reihe MUSIK AM 13. seit ihrer Gründung mit Ausnahme der Sonderkonzerte frei. Damit legen die Veranstalter die Hemmschwelle für die Berührung mit klassischer Musik bewusst niedrig und eröffnen allen Interessierten einen Zugang zu hochkarätiger Kirchenmusik. Die hohe Qualität bei freiem Eintritt ist nur möglich, weil kirchliche und städtische Einrichtungen, zahlreiche Firmen und Institutionen, Fördervereine und viele private Spender die musikalische Arbeit aktiv unterstützen.

## Kooperationspartner
Aktion Mensch, „Die AnStifter“, Kultusministerium Baden-Württemberg, „Musik der Jahrhunderte“, Musikhochschule Stuttgart, Stolpersteine, SWR.